# Fordia cauliflora
Fordia cauliflora är en ärtväxtart som beskrevs av William Botting Hemsley. Fordia cauliflora ingår i släktet Fordia och familjen ärtväxter. Inga underarter finns listade i Catalogue of Life.